# Vajdasági Magyar Tudományos Társaság
Vajdasági Magyar Tudományos Társaság (VMTT) Megalakulás: 1997. március 5. Székhely: Újvidék (Novi Sad).

## Megalakulása
A VMTT megalakulását 1997. február 22-én a következő személyek kezdeményezték: Bori Imre, Bányai János, Simon Vilmos, Gaál Ferenc, Gábrity Molnár Irén, Bosnyák István, Kastori Rudolf, Molnár Imre, Szalma József, Göncz Lajos, Zavargó Zoltán és Ribár Béla.
Az alakuló gyűlést 1997. március 5-én tartották meg, melyen az alapító tagok elfogadták a VMTT programját. A Társaság hivatalos bejegyzése 1999.-ben történt meg az akkori Szövetségi Igazságügyi Minisztériumban.

## Céljai
A magyar anyanyelvű kultúra ápolása az oktatás, a könyv- és lapkiadás és a kapcsolatok tartása terén.